# Juan Ramón Marrero
Juan Ramón Marrero Prats (Las Palmas de Gran Canaria, 2 febbraio 1963) è un ex cestista spagnolo.

## Carriera
Con la Spagna conquistò la medaglia d'argento ai Giochi del Mediterraneo del 1987.